# Yuma Matsumoto
Yuma Matsumoto (松本 雄真 Matsumoto Yuma?), född 14 november 1999 i Chiba prefektur, är en japansk fotbollsspelare.
Matsumoto började sin karriär 2020 i Kataller Toyama.